# Жданович Олексій Сергійович
Олексій Сергійович Жданович (нар. 27 вересня 2003, Кіровоград, Україна) — український футболіст та футзаліст, центральний півзахисник кременчуцького «Кременя».

## Життєпис
Народився в Кіровограді. У ДЮФЛУ виступав за команди з рідного міста, «Олімпік» та «Зірку». Дорослу футбольну кар'єру розпочав ще в підлітковому віці, у сезоні 2017/18 років провів 12 матчів та відзначився 1-м голом за «Олімпік» (Кропивницький) у чемпіонаті Кіровоградської області. Потім перейшов до «Зірки», у складі якої грав в аматорському чемпіонаті України. Також паралельно з великим футболом з 2019 по 2022 рік виступав у чемпіонаті Кіровоградської області з футзалу за «Україну-Дудляр» та РЕНО з обласного центру.
18 лютого 2022 року перейшов до «Кременя», з яким підписав контракт на два з половиною роки. У футболці кременчуцького клубу дебютував 2 вересня 2022 року в переможному (3:1) домашньому поєдинку 2-го туру групи «Б» Першої ліги України проти томаківського «Скорука». Олексій вийшов на поле на 77-й хвилині замість Ореста Панчишина. Першим голом у професіональній кар'єрі відзначився 13 травня 2023 року на 63-й хвилині програного (1:2) для «Кременя-2» поєдинку 16-го туру Другої ліги України проти вінницької «Ниви». Жданович вийшов на поле в стартовому складі, на 64-й хвилині отримав жовту картку, а на 67-й хвилині отримав другу жовту картку та був вилучений з поля.